# 송일섭
송일섭(宋逸燮, 1959년 8월 17일 ~)은 전 KBO 리그 해태 타이거즈, 빙그레 이글스의 선수였으며  1985년 타율 0.308(338타수 104안타)(7위) 15홈런(4위)으로 최고의 성적을 거두었으나 그 이후 하락세를 걸어온 데다 김응룡 감독과의 불화 때문에 1988년에는 한 경기 밖에 출전하지 못한 채 같은 해  7월 1일 고향 팀 빙그레 이글스로 현금 트레이드됐고 1989년에는 규정타석에 미달했으나(209타수 69안타) 타율 0.330 7홈런으로 맹활약했다.
하지만, 1991년 초 연습 중 웅덩이에 발을 헛디뎌 아킬레스건이 끊어지는 부상을 당해 그 해 한 차례도 뛰지 못하여 이 해를 끝으로 은퇴한 뒤 빙그레(94년부터 한화)에서 코치생활을 시작했으나 1994년 말 재계약 불가를 통보받은 후 참치집 등 자영업을 이어나갔으며 현재는 대전 지역야구계에서 일하고 있다.

## 출신학교
- 서대전초등학교
- 대전대성중학교
- 청주고등학교(당초 진흥고등학교에 다니다가 전학)

1. ↑  송대근 (1985년 9월 30일). “「個人(개인)타이틀」뜨거운 경쟁”. 동아일보. 2021년 11월 20일에 확인함.
2. ↑  “해태 宋日燮(송일섭),빙그레 移籍(이적)”. 동아일보. 1988년 7월 1일. 2021년 11월 20일에 확인함.
3. ↑  “"능력 없으면 떠나라"냉혹한「물갈이 바람」”. 동아일보. 1991년 11월 1일. 2021년 11월 20일에 확인함.
4. ↑  “코치 3명 재계약”. 중도일보. 1994년 11월 12일. 2021년 11월 20일에 확인함.